# Біла Підляська (гміна)
Гміна Біла Підляська (пол. Gmina Biała Podlaska) — сільська гміна у східній Польщі. Належить до Більського повіту Люблінського воєводства.
Станом на 31 грудня 2011 у гміні проживало 13521 особа.

## Площа
Згідно з даними за 2007 рік площа гміни становила 324.76 км², у тому числі:
- орні землі: 66.00%
- ліси: 27.00%

Таким чином, площа гміни становить 11.79% площі повіту.

## Населення
Станом на 31 грудня 2011:
| Опис     | Загалом | Загалом | Чоловіки | Чоловіки | Жінки | Жінки |
| -------- | ------- | ------- | -------- | -------- | ----- | ----- |
| одиниця  | осіб    | %       | осіб     | %        | осіб  | %     |
| все      | 13521   | 100     | 6773     | 50.09    | 6748  | 49.91 |
| міське   | 0       | 100     | 0        |          | 0     |       |
| сільське | 13521   | 100     | 6773     | 50.09    | 6748  | 49.91 |

## Сусідні гміни
Гміна Біла Підляська межує з такими гмінами: Дрелюв, Гушлев, Янув-Подляський, Лешна-Подляська, Ломази, М'єндзижець-Подляський, Піщаць, Рокітно, Залесе.